# 山本真理子 (児童文学者)
山本 真理子（やまもと まりこ、1926年 - ）は、日本の児童文学作家。広島原爆の被爆者で、その経験を題材にも取り入れた作品を発表している。

## 来歴
軍人の父の下に生まれる。そのため日本各地で転居を重ねて成長し、1944年に和歌山県立和歌山高等女学校を卒業後、同年春に広島県広島市打越町（現・西区）に家族とともに移り住んだ。山本は同年夏から広島城近くにあった陸軍司令部に職員として勤務した。眼病に罹患して在宅療養していた1945年8月6日に自宅で被爆。瓦礫に首から下が埋まったが、同居の姉に救出される。終戦後の8月18日に司令部に出向いた際に同僚はほぼ全員死亡したと聞かされ「自分が生き残ったのは何のため?」という深い悩みを抱いたという。同年末に出身地の和歌山県和歌山市に移り、文学活動を始めた。
結婚後に3人の女児をもうけ、彼女たちからの求めに応じて児童文学を書き始める。1973年に自身の被爆体験を元にした『広島の姉妹』で初めて広島原爆を題材とした。当時、身内に縁談があったことから影響を恐れてモデルを「ある被爆者」と偽っていた。その後『広島の母』（1982年）、『広島の友』（1995年）と続刊し、『広島の友』でシリーズは終了した。これらの三部作については舞台化も複数なされている。
また、和歌山大空襲への取材に基づいた『はらぺこの歌』（1980年）には、戦争中までとは変わって命を尊重する世の中になったのに子どもの自殺が増えたことに、「大人が与えた環境」への責任を感じた思いが背景にあるという。
民話の収集もおこなっており、児童文学を手がけるきっかけとなった娘の要望に対応するために集め始めたという。

## 著書
- 『みかん仙人 - 和歌山の民話』（絵：山本よし子・山本さち子）さ・え・ら書房〈民話の絵本〉、1971年

※挿絵の担当は山本の娘
- 『広島の姉妹』（絵：岩淵慶三）岩崎書店〈岩崎少年文庫〉、1973年、
  - フォア文庫、1979年
- 『はらぺこの歌』（画：阪口真智子）岩崎書店、1980年
- 『ほたる』（絵：佐伯和子）岩崎書店〈新・創作絵本〉、1982年
- 『広島の母たち』岩崎書店〈創作児童文学館〉、1982年、
  - フォア文庫、1985年
- 『広島の友』岩崎書店〈創作児童文学館〉、1995年
- 『沖縄の北斗七星』（挿絵も担当）大津佳子）、2017年

## その他
2020年8月3日にNHK BS1で放映された『アニメ 大好きだったあなたへ ヒバクシャからの手紙』は、被爆者から寄せられた体験談から3つのエピソードを選んで制作され、その1つである「ヤマンへの手紙」の原作者は「山本真理子」とされている。主人公の設定（広島の陸軍司令部に勤務し、被爆当時眼病に罹患して自宅にいた）は山本と共通するが、この「山本真理子」が本記事の人物であることは明言されていない。